# مهره آسه
مهره آسه (انگلیسی: Axis) یا C2 دومین مهره گردن انسان است که در زیر مهره اطلس و بر روی مهره‌های گردنی بعدی واقع شده‌است.

## کالبدشناسی
مهره آسه دارای یک برجستگی فوقانی به نام زایده دندانی است که با سطح خلفی کمان قدامی مهره اطلس جفت می‌شود. آسه همانند اطلس دارای زواید عرضی کوچکی است و به جای ساقه دارای کمان خلفی است. در قسمت بالایی مهره‌های گردنی (مهره‌های اول و دوم گردن)، سوراخ عرضی در مقایسه با مهره‌های میانی گردن از موقعیت جانبی‌تری برخوردار است. در نتیجه شریان مهره‌ای در این ناحیه بایستی کمی به سمت جانب کشیده شود. وزن وارد شده در قسمت بالا در محل جفت شدن آسه با سطوح مفصلی خلفی توده‌های جانبی اطلس و در قسمت پایین توسط سطوح مفصلی تحتانی جذب خواهد شد.

## نگارخانه

جایگاه و شکل مهره آسه به رنگ سرخ نمایش داده شده‌است.
Axis seen from above.
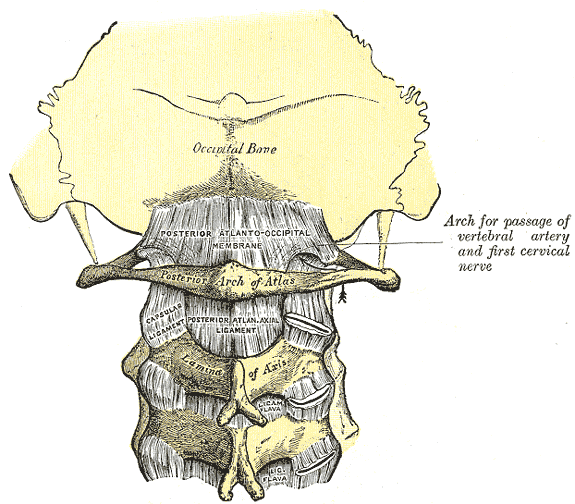
Posterior atlantooccipital membrane and atlantoaxial ligament. (Axis visible at center.)
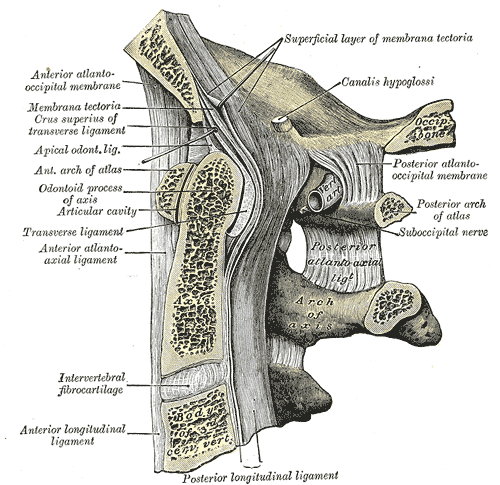
Median sagittal section through the occipital bone and first three cervical vertebræ.
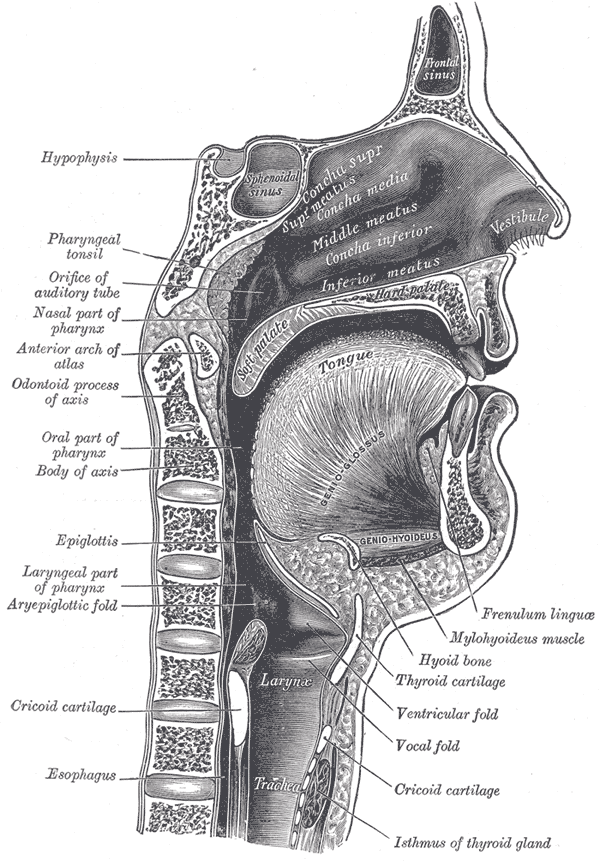
Sagittal section of nose mouth, pharynx, and larynx.
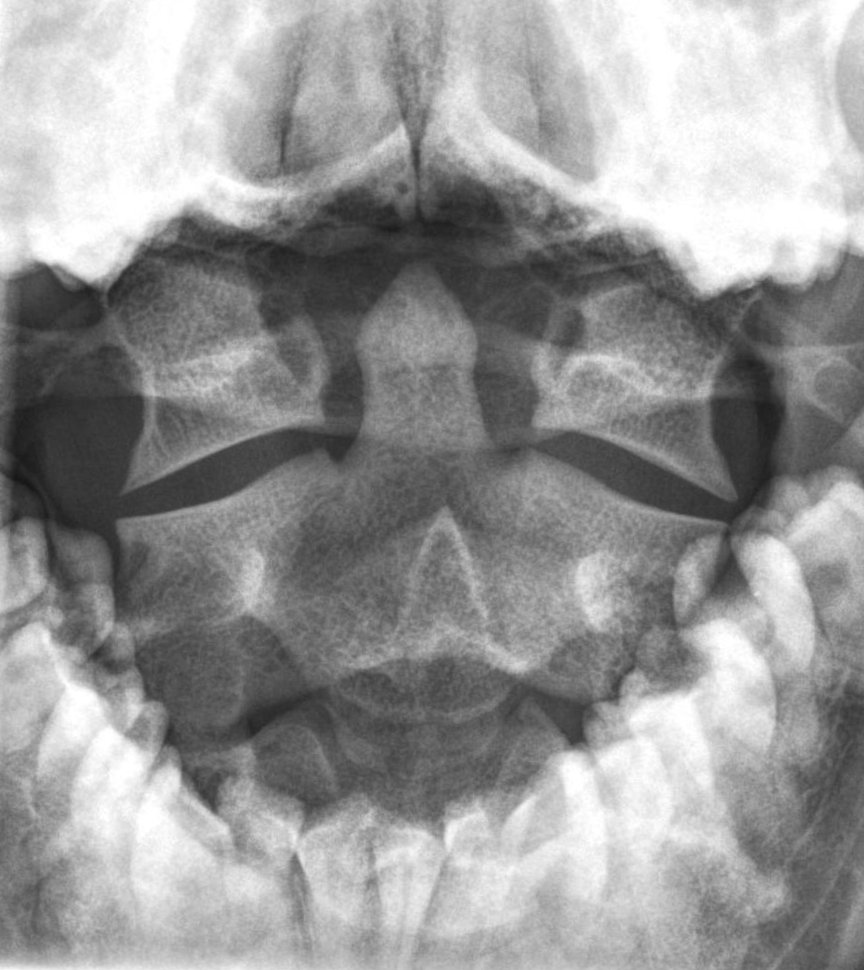
مهره آکسیس در یک تصویر رادیولوژی
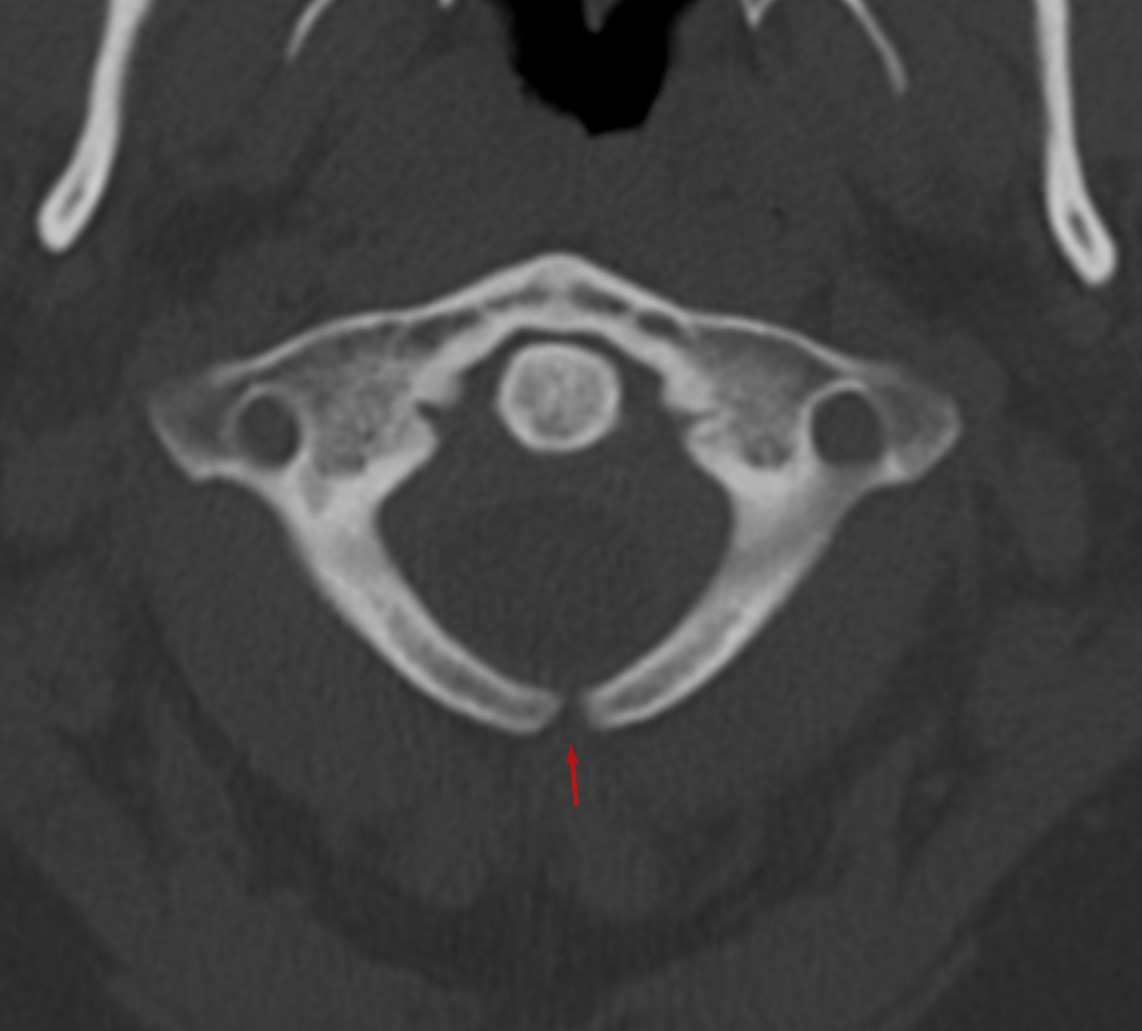
کمان مهره اطلس و زائده دندانی مهره آسه در تصویر سی تی.